# NK Libertas Novska
Nogometni klub Libertas Novska hrvatski je nogometni klub iz Novske. U sezoni 2024./25. natječe se u 4. NL NS Zagreb. Osnovan je 1921. godine.
Klupske boje 1932. bile su crvena i bijela, a za godinu osnutka navedena je 1926.

## Vanjske poveznice
- Službena web-stranica  Arhivirana inačica izvorne stranice od 31. srpnja 2014. (Wayback Machine)
- Povijest
- Profil, HNS Semafor